# Олувіл-04
Грама Ніладхарі Олувіл-04 (№ AD/35E) — Грама Ніладхарі підрозділу ОС Аддалачченай, округ Ампара, Східна провінція, Шрі-Ланка.

## Демографія
| Населення (2007) | Населення (2007) | Населення (2007) | Населення (2007) | Населення (2007) |
| Населення        | Чоловіки         | Жінки            | Діти             | Дорослі          |
| ---------------- | ---------------- | ---------------- | ---------------- | ---------------- |
| 1432             | 723              | 709              | 624              | 808              |